# Jakob Haas
Jakob Haas (1200 circa – 1250 circa) è stato un notaio italiano, o per meglio dire della Contea del Tirolo, operante a Bolzano - attestato negli anni 1235-1248 - i cui registri notarili (imbreviature) del 1237 e del 1242 sono significativi per la storia del notariato medievale.

## Biografia

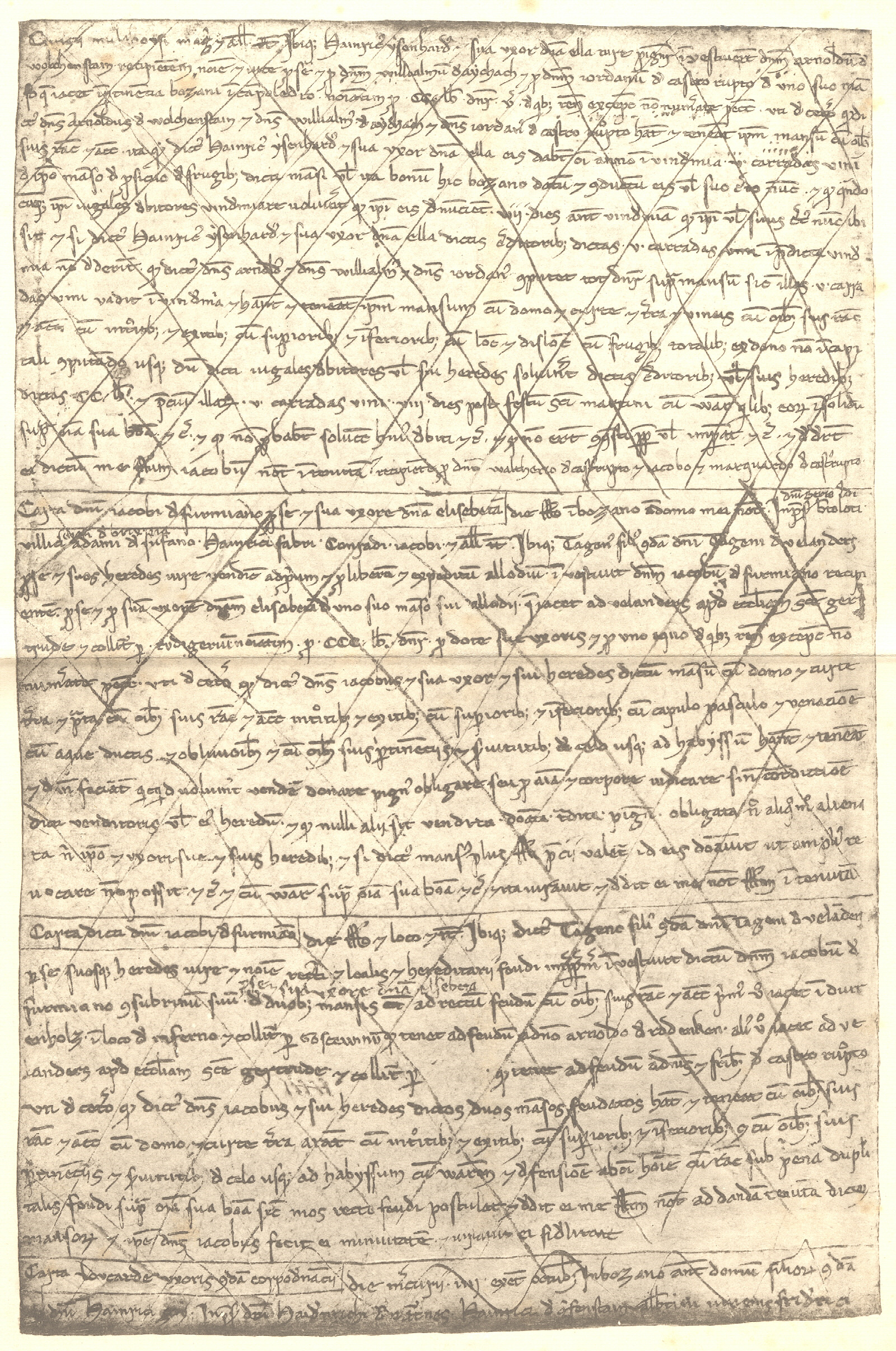
Foglio pergamenaceo dall'imbreviatura di Jakob Haas del 1237

Le notizie biografiche relative a Jakob Haas sono alquanto scarse. La prima menzione documentale sua risale al 1235, come attesta uno strumento notarile vergata di sua mano e con il signum notarile suo conservata presso il Tiroler Landesarchiv di Innsbruck. Le ultime attestazioni di Haas sono del 1245 e del 1248.
Nei suoi documenti Jakob Haas si intitola quale notaio creato da re Enrico VII di Hohenstaufen, anche se questa qualifica potrebbe essere una formula acquisita. Il cognome di Jakob è attestato nel 1241 nella forma latinizzata di Hazus e nel 1247 di Hasus. Anche i frequenti germanismi nei testi latini di Haas - come p. es. morgengabe, hube, werchmaister (amministratore) oder zolnarius (esattore) - fanno supporre che si trattasse di un notaio di lingua tedesca.
Geograficamente l'attività di Haas si concentrò a Bolzano e il suo circondario, suoi documenti sono stati rogati anche a Auna di sotto e presso il castello Stein sul Renon, a San Paolo d'Appiano e a Trento. La vicinanza alla curia trentina era culturalmente e tipologicamente determinante, come anche per altri notai bolzanini del periodo.
Le più importanti proiduzioni documentali di Haas sono tre registri notarili o imbreviature del 1237 (Codex B: giugno-dicembre) e del 1242 (Codex C: gennaio-aprile; Codex D: giugno-dicembre), oggi conservati presso l'Archivio di Stato di Trento, mentre sappiamo di altre imbreviature sue, oggi perse, solamente per menzione (1238, 1241 e 1245). Scritte su pergamene, esse contengono centinaia di atti giuridici di Bolzano che narrano dettagliatamente delle condizioni economiche, sociali e giuridiche del tempo e comprendono soprattutto investiture o compravendite di beni e atti di credito/debito. I codici sono stati pubblicati in monumentali edizioni diplomatiche dagli storici Hans von Voltelini nel 1899 e Franz Huter nel 1951. I formulari a cui Haas attinse sono influenzati sia dalla charta di tipo longobardo sia dalle disposizioni della Lex Baiuvariorum ancora in uso a Bolzano in quel periodo. La ricerca più recente ha messo in luce come l'attività peculiare di Jakob Haas sia un testimone importante del transfer culturale in atto nel tardo medioevo, attraverso il territorio sudtirolese, tra l'Italia settentrionale e la Germania meridionale, riscontrabile oltre al notariato anche nel settore creditizio e bancario o nei fenomeni di storia dell'arte e dell'architettura.